# Serie del Caribe 2012
La Serie del Caribe 2012 fue la 54.ª edición del clásico caribeño, un evento deportivo de béisbol profesional, que se disputó en el  Estadio Quisqueya, en Santo Domingo, República Dominicana. Esta serie reunió a los equipos de béisbol profesional campeones de los países que integran la Confederación del Caribe: Venezuela, Puerto Rico, México y República Dominicana. 
Se desarrolló del 2 al 7 de febrero de 2012.
El formato consistió en doce partidos, en un formato doble de todos contra todos con cada equipo enfrentándose dos veces entre ellos.
La Serie del Caribe 2012 estuvo dedicada a ocho jugadores dominicanos que participaron en la Serie Mundial 2011: Albert Pujols, Adrián Beltré, Nelson Cruz, Rafael Furcal, Octavio Dotel, Neftalí Féliz, Alexi Ogando y Esteban Germán. Fue transmitida a través de cuatro canales de televisión y veintiséis emisoras de radio que incluye ESPN2 en cobertura internacional; CERTV y CDN en cobertura nacional.

## Equipos participantes
| País                 | Equipo                   | Liga/vía de clasificación                                                      |
| -------------------- | ------------------------ | ------------------------------------------------------------------------------ |
| México               | Yaquis de Ciudad Obregón | Campeón de la Liga Mexicana del Pacífico (2011/12)                             |
| Puerto Rico          | Indios de Mayagüez       | Campeón de la Liga de Béisbol Profesional Roberto Clemente (2011/12)           |
| República Dominicana | Leones del Escogido      | Campeón de la Liga de Béisbol Profesional de la República Dominicana (2011/12) |
| Venezuela            | Tigres de Aragua         | Campeón de la Liga Venezolana de Béisbol Profesional (2011/12)                 |

## Tabla de estado
| Pos | Equipo                   | J | G | P | Ave. | VTJ |
| --- | ------------------------ | - | - | - | ---- | --- |
| 1   | Leones del Escogido      | 6 | 4 | 2 | .667 | 0   |
| 2   | Indios de Mayagüez       | 6 | 3 | 3 | .500 | 1   |
| 2   | Tigres de Aragua         | 6 | 3 | 3 | .500 | 1   |
| 4   | Yaquis de Ciudad Obregón | 6 | 2 | 4 | .333 | 2   |

      Resultado Igual entre La Segunda y Tercera Posición.
Glosario:
- J: Jugados
- G: Ganados
- P: Perdidos
- Ave: Promedio del Equipo
- VTJ: Ventaja

## Partidos programados
Jornada 1
| 2 de febrero de 2012 | Puerto Rico | 3 - 1 | Venezuela |  |  |

| 2 de febrero de 2012 | República Dominicana | 2 - 1 | México |  |  |

 Jornada 2
| 3 de febrero de 2012 | México | 2 - 0 | Puerto Rico |  |  |

| 3 de febrero de 2012 | Venezuela | 2 - 5 (13) | República Dominicana |  |  |

 Jornada 3
| 4 de febrero de 2012 | México | 4 - 2 | Venezuela |  |  |

| 4 de febrero de 2012 | Puerto Rico | 1 - 6 | República Dominicana |  |  |

 Jornada 4
| 5 de febrero de 2012 | Venezuela | 7 - 0 | Puerto Rico |  |  |

| 5 de febrero de 2012 | México | 0 - 2 | República Dominicana |  |  |

 Jornada 5
| 6 de febrero de 2012 | Puerto Rico | 4 - 3 | México |  |  |

| 6 de febrero de 2012 | República Dominicana | 0 - 7 | Venezuela |  |  |

 Jornada 6
| 7 de febrero de 2012 | Venezuela | 6 - 2 | México |  |  |

| 7 de febrero de 2012 | República Dominicana | 1 - 3 | Puerto Rico |  |  |

## Campeón
| Bandera de la República Dominicana |
| Campeón Leones del Escogido        |
| Cuarto título                      |

| Predecesor: Mayagüez, PR 2011 | Serie del Caribe Santo Domingo 2012 | Sucesor: Hermosillo, MEX 2013 |